# Schacontia medalba
Schacontia medalba is een vlinder uit de familie van de grasmotten (Crambidae). De wetenschappelijke naam van de soort is voor het eerst gepubliceerd in 1904 door William Schaus.
De soort komt voor in Brazilië.